# Kenefick
Kenefick – miasto w Stanach Zjednoczonych, w stanie Teksas, w hrabstwie Liberty.